# Victoria Wood
Victoria Wood (ur. 19 maja 1953 w Prestwich, zm. 20 kwietnia 2016 w Londynie) – brytyjska aktorka, komiczka, reżyserka, piosenkarka i autorka piosenek.

## Życiorys
Była córką Stanleya Wooda i Nellie z domu Mape. Ukończyła Bury Grammar School for Girls, a następnie studiowała aktorstwo na University of Birmingham. Karierę telewizyjną rozpoczęła w brytyjskim talent-show New Faces. Nawiązała współpracę z telewizją BBC, w której przedstawiała swoje autorskie skecze. 
Victoria Wood była autorką licznych piosenek satyrycznych, skeczów telewizyjnych i radiowych oraz innych etiud. Była czternastokrotnie nominowana do nagrody BAFTA, którą wygrała czterokrotnie (m.in. jako najlepsza performerka za występ w swoim show Victoria Wood as Seen on TV w 1986 oraz najlepsza aktorka za rolę w filmie Housewife, 49 w 2007). Ponadto, w 2005 za osiągnięcia artystyczne, przyznano jej specjalną nagrodę BAFTA. W 1997 została odznaczona Orderem Imperium Brytyjskiego jako Oficer Orderu, natomiast w 2008 przyznano jej klasę Komandora Orderu.
Od 1980 do 2002 była żoną Geoffrey'a Durhama, z którym miała dwoje dzieci: Grace i Henry’ego. Była członkinią Religijnego Towarzystwa Przyjaciół. W 2015 wykryto u niej raka, przez co wycofała się z życia publicznego. Zmarła 20 kwietnia 2016.